# Coupe de France de basket-ball en fauteuil roulant 2014
Navigation
Édition précédente Édition suivante
Hyères détient le trophée de l'édition 2013 de la Coupe de France, remporté face à Meaux à Bercy.

## Déroulement
Les groupes du premier tour de la Coupe de France sont établis en fonction du classement des équipes en championnat après la neuvième journée. Ce classement prend en compte, en cas d'égalité, les rencontres particulières entre deux équipes possédant le même nombre de points.
Les plateaux des demi-finales se disputent en deux poules les 1er et 2 février 2014 :
- Poule A disputée au Cannet : Le Cannet (1er), Meaux (4e), Toulouse (5e) et Lannion (7e)
- Poule B disputée à Bordeaux : Hyères (2e), Bordeaux (3e), Villefranche-Meyzieu (6e) et Meylan (8e)

En raison des travaux de rénovation du Palais omnisports de Paris-Bercy, la finale de la Coupe de France se déroulera au Stade Pierre-de-Coubertin, toujours à Paris.
Classement du championnat à l'issue de la phase aller
| Rang | Équipe                       | Pts | J | G | P | Pp  | Pc  | Diff |
| ---- | ---------------------------- | --- | - | - | - | --- | --- | ---- |
| 1    | HB Le Cannet CA              | 18  | 9 | 9 | 0 | 594 | 468 | 126  |
| 2    | Hyères HC C                  | 17  | 9 | 8 | 1 | 729 | 584 | 145  |
| 3    | Léopards de Guyenne Bordeaux | 15  | 9 | 6 | 3 | 680 | 615 | 65   |
| 4    | CS Meaux F                   | 15  | 9 | 6 | 3 | 641 | 456 | 185  |
| 5    | Toulouse IC                  | 14  | 9 | 5 | 4 | 593 | 583 | 10   |
| 6    | EH Villefranche Meyzieu      | 13  | 9 | 4 | 5 | 528 | 607 | -79  |
| 7    | CTH Lannion                  | 12  | 9 | 3 | 6 | 485 | 604 | -119 |
| 8    | Meylan Grenoble HB           | 12  | 9 | 3 | 6 | 541 | 546 | -5   |
| 9    | ASHPA Strasbourg             | 10  | 9 | 1 | 8 | 535 | 647 | -112 |
| 10   | CAPSAAA Paris B              | 9   | 9 | 0 | 9 | 526 | 742 | -216 |

| Légende :                                     |
| - Qualification pour la Coupe de France       |
| C : Vainqueur de la Coupe de France 2012-2013 |
| F : Finaliste de la Coupe de France 2012-2013 |
| 0                                             |
| Sources : france-handibasket.fr ffbb.com      |

## Premier tour (plateaux 1/2 finales)

### Groupe A
| Groupe A |                 |     |   |   |     |     |      |     |       |
|          | Équipe          | Pts | G | P | PP  | PC  | Diff | Dép | Moy   |
| 1        | HB Le Cannet CA | 6   | 3 | 0 | 236 | 149 | +87  |     | 79-50 |
| 2        | CS Meaux        | 5   | 2 | 1 | 200 | 154 | +46  |     | 67-51 |
| 3        | Toulouse IC     | 4   | 1 | 2 | 180 | 223 | -43  |     | 60-74 |
| 4        | CTH Lannion     | 3   | 0 | 3 | 147 | 237 | -90  |     | 49-79 |

| Légende | Légende                                       |
| ------- | --------------------------------------------- |
|         | Qualifié pour la finale de la Coupe de France |

### Groupe B
| Groupe B |                         |     |   |   |     |     |      |     |       |
|          | Équipe                  | Pts | G | P | PP  | PC  | Diff | Dép | Moy   |
| 1        | Hyères HC               | 6   | 3 | 0 | 278 | 203 | +75  |     | 93-68 |
| 2        | LDG Bordeaux            | 5   | 2 | 1 | 227 | 229 | -2   |     | 76-76 |
| 3        | Meylan Grenoble HB      | 4   | 1 | 2 | 221 | 257 | -36  |     | 74-86 |
| 4        | EH Villefranche Meyzieu | 3   | 0 | 3 | 189 | 226 | -37  |     | 63-75 |

| Légende | Légende                                       |
| ------- | --------------------------------------------- |
|         | Qualifié pour la finale de la Coupe de France |

## Finale
La finale est inédite en 2014, opposant deux clubs qui ont souffert de la domination de Meaux lors des six éditions précédentes. Hyères conserve son titre au bout d'une finale très serrée dans l'enceinte de Coubertin. Turek, leader de Hyères, totalise une évaluation de 29 (avec 23 points et 9 rebonds, 2 interceptions et 7 fautes provoquées),.
| 9 mai 2014 19h00 | Statistiques | Hyères HC | 65-62                    | HB Le Cannet CA |  | Stade Pierre de Coubertin Paris Affluence : 200 Arbitres : J.-P. Bourjault et C. Villard | OpenSportsTV |
| 9 mai 2014 19h00 | Statistiques | Score par quart-temps : 19-15, 13-13, 14-10, 21-24                                                               |                          | |  | Stade Pierre de Coubertin Paris Affluence : 200 Arbitres : J.-P. Bourjault et C. Villard | OpenSportsTV |
| 9 mai 2014 19h00 | Statistiques | Score par mi-temps : 32-28, 35-34                                                                                |                          | |  | Stade Pierre de Coubertin Paris Affluence : 200 Arbitres : J.-P. Bourjault et C. Villard | OpenSportsTV |
| 9 mai 2014 19h00 | Statistiques | Josh Turek (23), Nicolas Jouenserre (22). Josh Turek (9), Aissa Falempe (9). Jérôme Duran (5), Ivan Toscano (3). | Points Rebonds Passes d. | Nabil Guedoun (27), Arnaud Faupin (10). Simon Gibbs (14), Christophe Carlier (6). Trevon Jenifer (8), Tommie Gray (4) |  | Stade Pierre de Coubertin Paris Affluence : 200 Arbitres : J.-P. Bourjault et C. Villard | OpenSportsTV |